# Brain Donors
Brain Donors es una película de comedia estadounidense del año 1992, lanzada por Paramount Pictures, basada en la comedia de los Hermanos Marx, Una noche en la ópera (1935). La película está protagonizada por John Turturro, Mel Smith y Bob Nelson, aproximándose a los personajes de Groucho Marx, Chico Marx y Harpo Marx, y con Nancy Marchand en el papel de Margaret Dumont.
La película recibió poca difusión por parte de los cines, aunque no fue un fracaso comercial. Brain Donors, con su cuidadoso estilo, su ritmo rápido y sus ingeniosos diálogos, recibió buenas críticas durante su limitado tiempo, lo que atrajo a muchos seguidores. La historia se trata de tres maniáticos; un abogado, un taxista y un desocupado, se unen para crear una compañía de ballet para cumplir con la voluntad de un millonario.

## Reparto
- John Turturro - Roland T. Flakfizer
- Bob Nelson - Jacques
- Mel Smith - Rocco Melonchek
- George de la Pena - Roberto Volare
- John Savident - Edmund Lazlo
- Nancy Marchand - Lillian Oglethorpe